# Sněhoměr

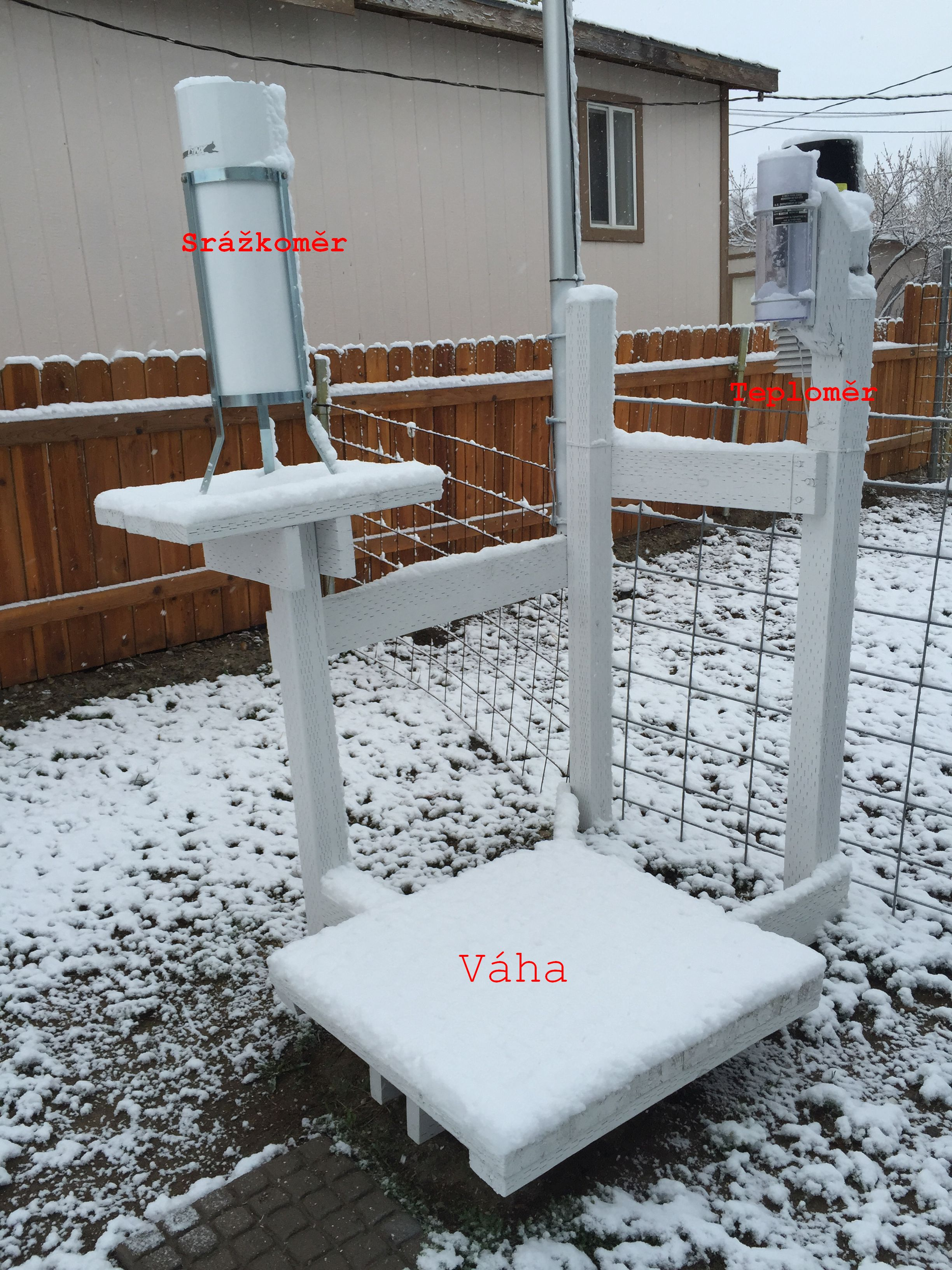
Sněhoměr

Sněhoměr je typ přístroje, který používají meteorologové a hydrologové ke shromažďování a měření množství pevných srážek po stanovenou dobu. Pomocí tohoto přístroje se měří výška celkové sněhové pokrývky a její vodní hodnoty. K sněhoměru se také často připojují i jiná zařízení, jako je vlhkoměr, srážkoměr, měřidlo rychlosti a směru větru, teploměr či tlakoměr.
Sněhoměr obsahuje:
1. měděnou záchytnou nádobu
2. samotné měřidlo ve tvaru trychtýře
3. odměrnou lať nebo stojan s čidly

nebo
1. plochu na měření váhy sněhu
2. odměrnou lať nebo stojan s čidly

## Historie
První použití sněhoměrů byly srážkoměry, které byly široce používány v roce 1247 během dynastie Sung ke sběru meteorologických dat. Čínský matematik a vynálezce Song Qin Jiushao zaznamenává použití měření shromažďování deště a sněhu v matematickém pojednání Songovo Matematické pojednání v devíti oddílech. Kniha pojednává o použití velkých kuželovitých nebo sudovitých sněhových měřidel vyrobených z bambusu umístěných v horských průsmycích a náhorních plošinách, o nichž se spekuluje, že byly poprvé zmiňovány při měření sněhu.

## Vodní hodnoty sněhové pokrývky
Vzorek z celkové sněhové pokrývky buď rozpustí, nebo se zváží ve váhovém sněhoměru, který je základním přístrojem na profesionálních stanicích a i na některých klimatologických stanicích. Rozpuštěný sníh se změří jako kapalné srážky ve srážkoměru. Může se také využívat sněhový polštář.

## Sněhový polštář
Na zemi je buď umístěn „polštář“ s nemrznoucí směsí, kde se měří tlak, který vyvine napadlý sníh, nebo deska s tenzometrickými vahami. Okolo jsou většinou umístěny měřidla, která měří výšku sněhové pokrývky. Měřící plocha je mezi 2 až 16m² ve tvaru kruhu, čtverce, obdélníku nebo šestihranu.

## Výška sněhu
Výška sněhu se měří pomocí odměrné tyče s centimetrovou stupnicí. Tyč se zabodne kolmo do země s nulou přesně u země, na místě, kde se netvoří žádné sněhové jazyky ani závěje. Lze ji měřit také automatickým zařízením, které se využívá odrazu nebo útlumu vyslaného paprsku z různé výšky od země (laserové senzory, ultrasonická čidla).